# Olympia 1973
Albums de Maxime Le Forestier
Le Steak
(1973) Saltimbanque
(1975)
Olympia 1973 est un enregistrement en public de Maxime Le Forestier, sorti en 1974.

## Liste des chansons
| No  | Titre                        | Durée |
| --- | ---------------------------- | ----- |
| 1.  | La ballade des marguerites   |       |
| 2.  | L'Éducation sentimentale     |       |
| 3.  | Mai 68                       |       |
| 4.  | Dialogue                     |       |
| 5.  | Mauve                        |       |
| 6.  | Marie, Pierre et Charlemagne |       |
| 7.  | Ballade pour un traître      |       |
| 8.  | Relaxe                       |       |
| 9.  | San Francisco                |       |
| 10. | Entre 14 et 40 ans           |       |
| 11. | Mourir pour une nuit         |       |
| 12. | Mon frère                    |       |